# Fransk-kinesiske krig
Den fransk-kinesiske krig blev udkæmpet mellem Frankrig og Qing-Kina mellem september 1884 og juni 1885. Frankrig ønskede kontrol over udløbet af Den røde flod, som forbinder den rige kinesiske provins Yunnan med Hanoi og Det Sydkinesiske Hav. Krigen førte til, at de vietnamesisk talende regioner Annam og Tonkin blev annekteret og forenet i Fransk Indokina.

## Optakt
Selv om Saigontraktaten åbnede Den røde flod for sejlads, blev franske handelsfolk forhindret i deres virksomhed i begyndelsen af 1880'erne af militsregimentet De sorte flags hær, organiseret af Liu Yung-fu (en etnisk zhuang og tidligere taipingoprører. Derfor sendte den franske regering en lille ekspeditionsstyrke under kaptajn Henri Laurent Rivière ud for at rense Den røde flods opland for De sorte flags hær. Qinghoffet betragtede det franske militære nærvær i Tonkin som en trussel mod kejserrigets grænser og begyndte at forberede sig på krig.

## Krigen
De franske styrker under kaptajn Rivière erobrede citadellet i Hanoi den 25. april 1882. Hanoi var hovedstaden i Tonkin. Rivière blev selv dræbt under kampagnen mod De sorte flags hær i flodens delta i foråret 1883. Det udløste en krigerisk stemning hjemme i Frankrig.
Den 25. august 1883 blev Huétraktaten undertegnet: ved den afstod kejseren af Annam hele Tonkin til Frankrig. Kina afviste traktaten og sendte militære styrker ind i Tonkin. Selv om hverken Frankrig eller Kina erklærede hinanden krig, kom det til kamphandlinger i efteråret 1883. Franske styrker indtog citadellerne i Bac Ninh, Son Tay og Tuyen Quang.
Med traktaterne den 11. maj og 9. juni 1884 i Tianjin accepterede Kina Huétraktaten.
Men senere i juni 1884 angreb kinesiske styrker ved landsbyen Bac Le en fransk styrke, som var på vej for at okkupere landet i henhold til traktaten. Det førte til, at krigen blev udvidet. Selv om de militære kommandanter til lands og til vands anbefalede et direkte angreb mod Qing-hovedstaden Peking, begrænsede den franske statsminister Jules Ferry kampene til Indokina og Det Sydkinesiske Hav. Han frygtede, at et angreb mod Peking ville udløse reaktion fra andre europæiske magter, især fra Storbritannien og Rusland. Den franske flåde under admiral Amédée Courbet blokerede havnene Keelung og Tamsui på Taiwan og gennemførte en amfibisk operation mod Qingstyrkerne på øen.
I august 1884 fulgte Slaget ved Foochow (Fuzhou), hvor franske styrker fuldstændigt ødelagde den kinesiske flåde, som lå opankret der. Denne flåde var i sin tid opbygget efter franskmanden Prosper Giquels anvisninger. Slaget varede mindre end 30 minutter. Fra 1. oktober 1884 til juli 1885, okkuperede franskmændene Keelung (Jilong), og fra 29. marts 1885 Pescadores-øerne.
I Tonkin forhindrede monsunen offensive franske operationer, og kineserne kunne rykke frem til af Den røde Flods delta. Kineserne belejrede fortet Tuyen Quang. Fremmedlegionen forsvarede fortet, hvilket mindes i Fremmedlegionens officielle march.
En fransk styrke på to brigader trængte ind i Øvre Tonkin og erobrede Lang Son i februar 1885. En brigade drog ud for at undsætte Tuyen Quang, mens den anden blev tilbage i Lang Son. Kommandanten for den tilbageværende brigade gik på egen hånd til angreb på de kinesiske styrker, som var under opbygning i områderne og rykkede over den kinesiske grænse ved det, som i dag er Venskabsporten dengang (Zhennanporten). Der blev franskmændene besejret. Franskmændene trak sig tilbage til Lang Son, og slog et kinesisk modangreb tilbage ved Ky Lua.
Imidlertid blev brigadekommandanten såret, og den, som overtog, blev muligvis grebet af panik. I hvert fald beordrede han Lang Son opgivet den 28. marts 1885. Brigaden trak sig tilbage i forvirring mod floddeltaet, hvorved næsten alle de franske erobringer i 1885 gik tabt, og den øverstkommanderende, Louis Briere de l'Isle, blev overbevist om, at selve floddeltaet var truet. Hans alarmerende meldinger hjem til Paris førte til regeringen Ferrys fald.
Efter nogle dage skønnede Briere de l'Isle, at situationen alligevel ikke var så ilde, som det først havde set ud til. Men den nye departementsledelse i Paris var opsat på at afslutte krigen.
Nederlaget, som franskmændene kaldte "Tonkinaffæren", var en større politisk skandale for forkæmperne for fransk kolonialistisk ekspansionisme. Det var først i begyndelsen af 1890'erne, at de franske kolonialistiske kræfter på ny fik politisk indflydelse i hjemlandet.

## Efterspil
Til trods for retræten fra Lang Son og den franske oplevelse af, at krigen var gået dårligt, var den generelle franske krigslykke både til lands og frem for alt til søs så stor, at den kinesiske mandarin Li Hongzhang undertegnede en traktat, som afsluttede krigen den 9. juni 1885, anerkendte Huétraktaten og afsluttede det kinesiske hegemoni over Nguyen-dynastiet i Annam og Tonkin, og disse blev kort tid efter inkorporeret i Fransk Indokina sammen med Cochinkina, Laos og Cambodja som protektorater.
Traktaten førte til hård kritik i Kina af Li Hongzhang og af hele Qing-regeringen og vækkede nationalistiske strømninger over hele Kina. Krigen blev et vigtigt skridt mod Qing-styrets nedgang og fald, særlig i og med det ydmygende tab af sydflåden.
Krigen afdækkede også alvorlige svagheder ved det sløve Qings nationale forsvarssystem med uafhængige regionale hære, da de nordkinesiske styrker havde nægtet at være med på felttoget i syd.
I Frankrig var krigens vigtigste følge, at Ferrys regering måtte gå af.

## Eksterne henvisning
- Wikimedia Commons har flere filer relateret til Den fransk-kinesiske krig